# Myllenyxis muelleri
Myllenyxis muelleri là một loài tò vò trong họ Ichneumonidae.